# Hufeisen

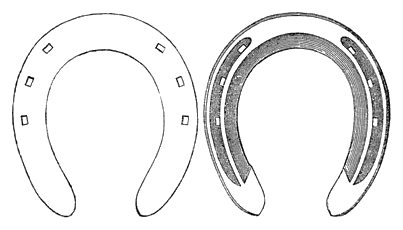
Aufsicht und Unteransicht eines modernen Hufeisens, 3/4 Falz zum Versenken der Hufnägel

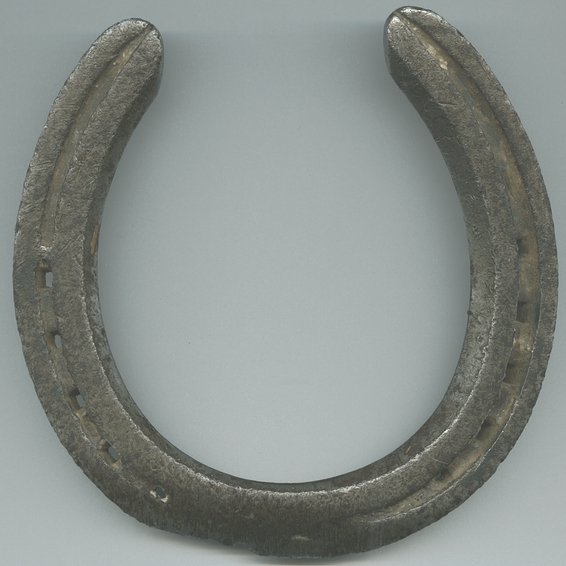
Schief abgenutztes Vorderhufeisen mit durchlaufendem Falz

Ein Hufeisen ist ein meist U-förmig gebogenes und mit Nagellöchern versehenes Eisen, das Huftieren zum Schutz ihrer Hufe durch Aufnageln, auch Beschlagen genannt, durch einen Hufschmied aufgebracht wird.
Ein Schutz des Hufes kann auch durch so genannte Hufschuhe erreicht werden.

## Geschichte

### Antike

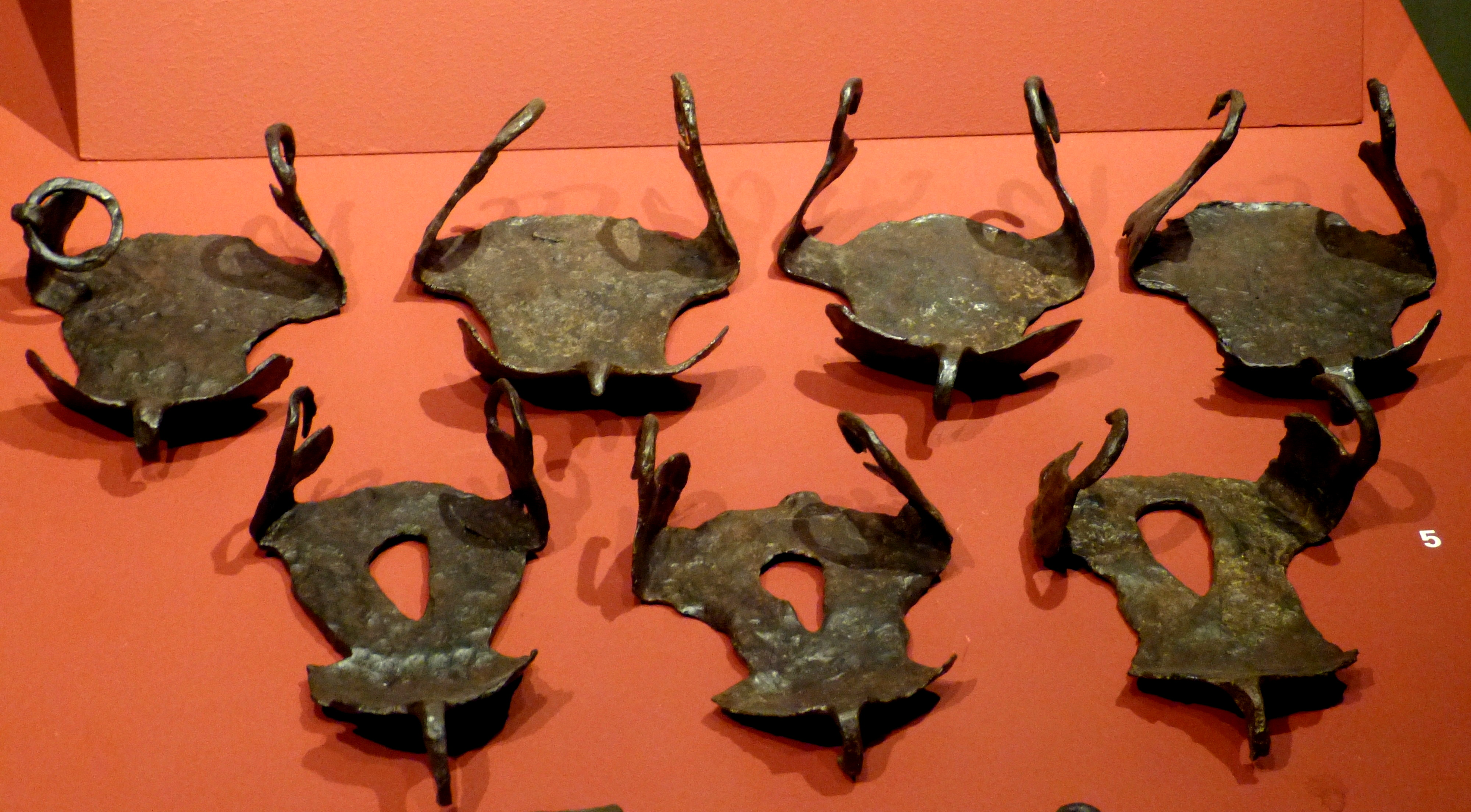
Römische Hufschuhe (Hipposandalen), Gäubodenmuseum

Schemazeichnung Hipposandale

Schon in der Antike suchten die Menschen nach einem Schutz für die Hufe, die von hartem, steinigem Boden stark abgenutzt werden. Besonders mit der militärischen Nutzung des Pferdes wurde der Hufschutz zu einer Notwendigkeit, denn im Krieg wurden die Pferde über ihre natürlichen Grenzen hinweg beansprucht.
Sogenannte Hipposandalen sind antike Vorläufer heutiger Hufschuhe für Pferde.
Im alten Ägypten wurden geflochtene Sandalen aus Bast oder Lederschuhe verwendet, die mit Stricken oder Riemen ans Pferdebein gebunden wurden. Allerdings waren solche Konstruktionen wenig haltbar.
Die Römer verwendeten bereits einen mit Lederriemchen festgebundenen Hufschutz aus Bronze oder Eisen, aber auch hier müssen die Riemen Scheuerwunden verursacht haben. Zeitgenössische Quellen berichten von Hipposandalen aus Gold und Silber für Lieblingspferde des Kaiserhauses und von Hufschuhen für Maultiere auf Saumpfaden. Zum schnellen Reiten waren die schweren, angebundenen Eisen nicht geeignet, da sie bei höheren Gangarten oft abfielen und mit ihrer Eisensohle nur wenig Haftung boten. Manche besaßen Stollen für den besseren Halt auf morastigem oder weichem Untergrund.
Genagelte Hufeisen, wie sie bis heute verwendet werden, scheinen von den Kelten erfunden worden zu sein. Seit spätkeltischer Zeit (zweites oder erstes Jahrhundert v. Chr.) in Gebrauch, wurden sie von den Römern übernommen und modifiziert. Zahlreicher werden die Funde aufgenagelter Hufeisen erst um 600.
Als weiteres Indiz zur Datierung von genagelten Hufeisen in der Antike wird oftmals der Hortfund von Neupotz angegeben. Die aktuelle Interpretation des Fundkomplexes betrachtet diesen als das im Jahre 260 verlorengegangene Beutegut eines heimkehrenden alemannischen Plündererzuges. Da bei der Bergung auch vorrömische und nachantike Fundstücke zu Tage traten, sind die gefundenen Hufeisen allerdings nicht eindeutig als römisch zu identifizieren.

### Mittelalter
Trotz einzelner antiker Belege datieren viele Historiker die Erfindung des genagelten Hufeisens, auch wegen des komplexen Hortfundes von Neupotz, später in das frühe Mittelalter.

## Formen und Größen

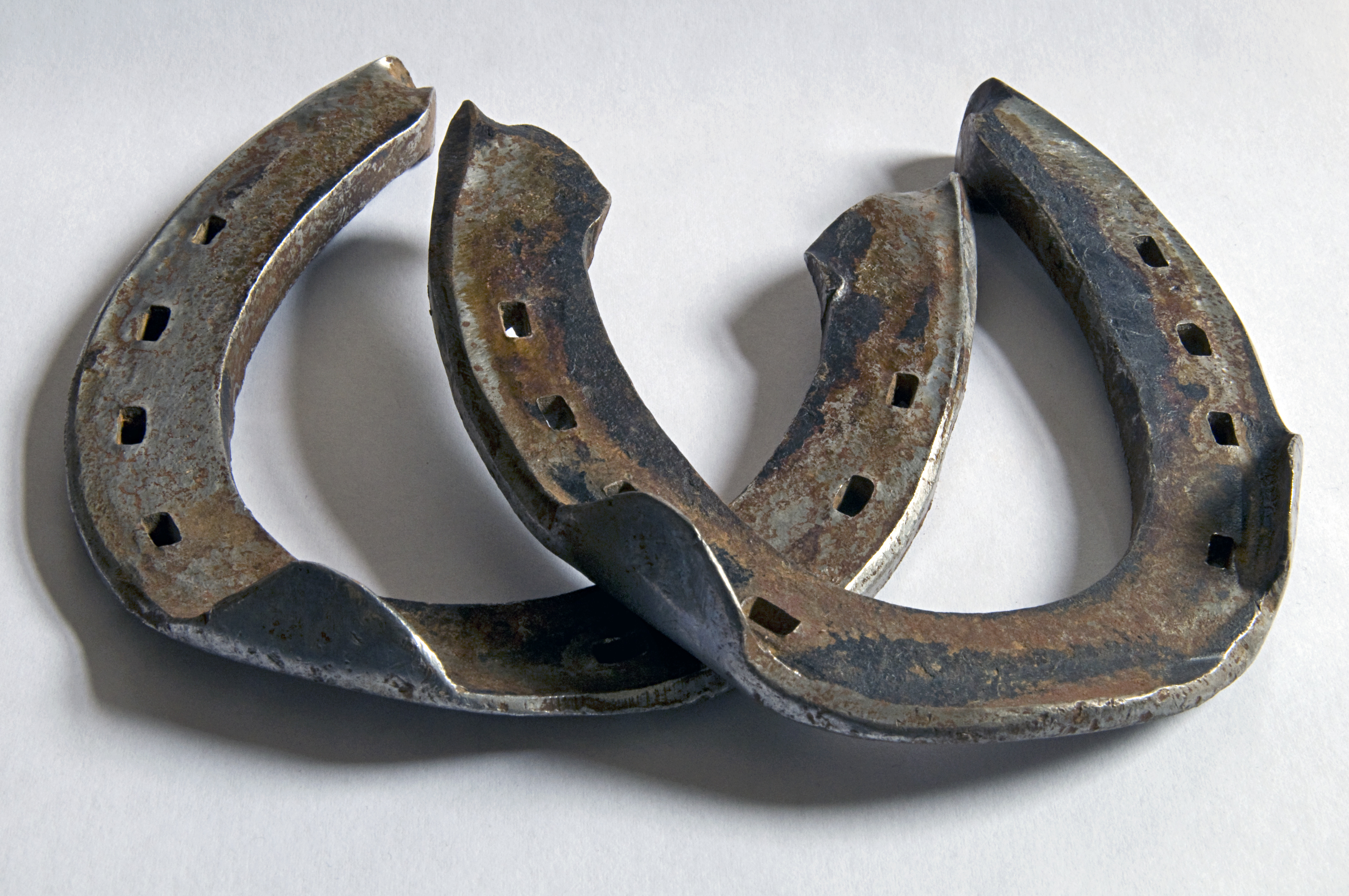
Hufeisen für Hinterhufe mit zwei Aufzügen, Hufeisen für die Vorderhufe mit Zehenkappe, Falzeisen mit rechteckigen Nagellöchern

Es gibt Falzhufeisen, die eine Falz genannte Längsrille mit Löchern für die Hufnägel aufweisen. Ein durchgehender Falz dient als Basisgleitschutz. Für Falzeisen werden Hufnägel mit einem rechteckigen Kopf verwendet, wobei dessen schmale Kante genau in den Falz passt.
Stempelhufeisen haben dagegen keinen Falz. Der Name rührt von dem Stempel her, mit dem die Löcher für die Hufnägel eingeschlagen werden. Für Stempeleisen werden Hufnägel mit einem quadratischen Kopf verwendet. Da Stempeleisen kein Profil haben, gleiten sie besser. Breite, glatte und dadurch besonders rutschige Stempelhufeisen sind für den Sliding Stop beim Reining geeignet.
Aufgrund der unterschiedlichen Funktion der Vorder- und Hintergliedmaßen des Pferdes besitzen die Hufe der Vorderhand eine kreisrunde Form und die Hufe der Hinterhand eine spitzrunde Form. Die Hufeisen sind dementsprechend geformt.
An den Vorderbeinen werden meist Eisen mit einem Zehenaufzug (Zehenkappe) verwendet. Ein Aufzug ist ein flaches Stück Eisen, das am äußeren Rand des Hufeisens blattförmig hochgezogen wird (Kappe ziehen). Die vordere Zehenspitze des Hufes wird ein wenig weggeraspelt, damit der Aufzug bündig abschließt. Durch den Aufzug hat das Eisen einen besseren Halt am Huf. Ein mittiger Aufzug beeinträchtigt den Hufmechanismus nicht. Im Rennsport werden Eisen mit Zehenaufzug verwendet, um das Abrollen zu beschleunigen. Es gibt mehrere patentierte Varianten der Zehenkappe.
An den Hinterbeinen werden meistens Hufeisen mit zwei Seitenaufzügen (Seitenkappen) verwendet. Durch die beiden seitlichen Aufzüge kann das Eisen etwas nach hinten versetzt werden und die Gefahr, dass sich das Pferd mit dem Hinterhuf die Vordereisen abzieht, ist geringer. Ein Eisen mit zwei Aufzügen sitzt fester auf dem Huf und ist besonders geeignet, wenn der Huf spröde ist oder Teile des Hufes ausgebrochen sind. Die beiden seitlichen Aufzüge beeinträchtigen jedoch den Hufmechanismus.
Die Größe kann in Länge × Breite in Millimetern angegeben werden. Die Größenauswahl reicht von 8×0 bis 16 (für Kaltblüter). Dabei ist zu berücksichtigen, dass die Größenangaben je nach Hufeisenhersteller in den Länge-/Breite-Abmessungen sowie der Hufeisenform variieren.

## Material

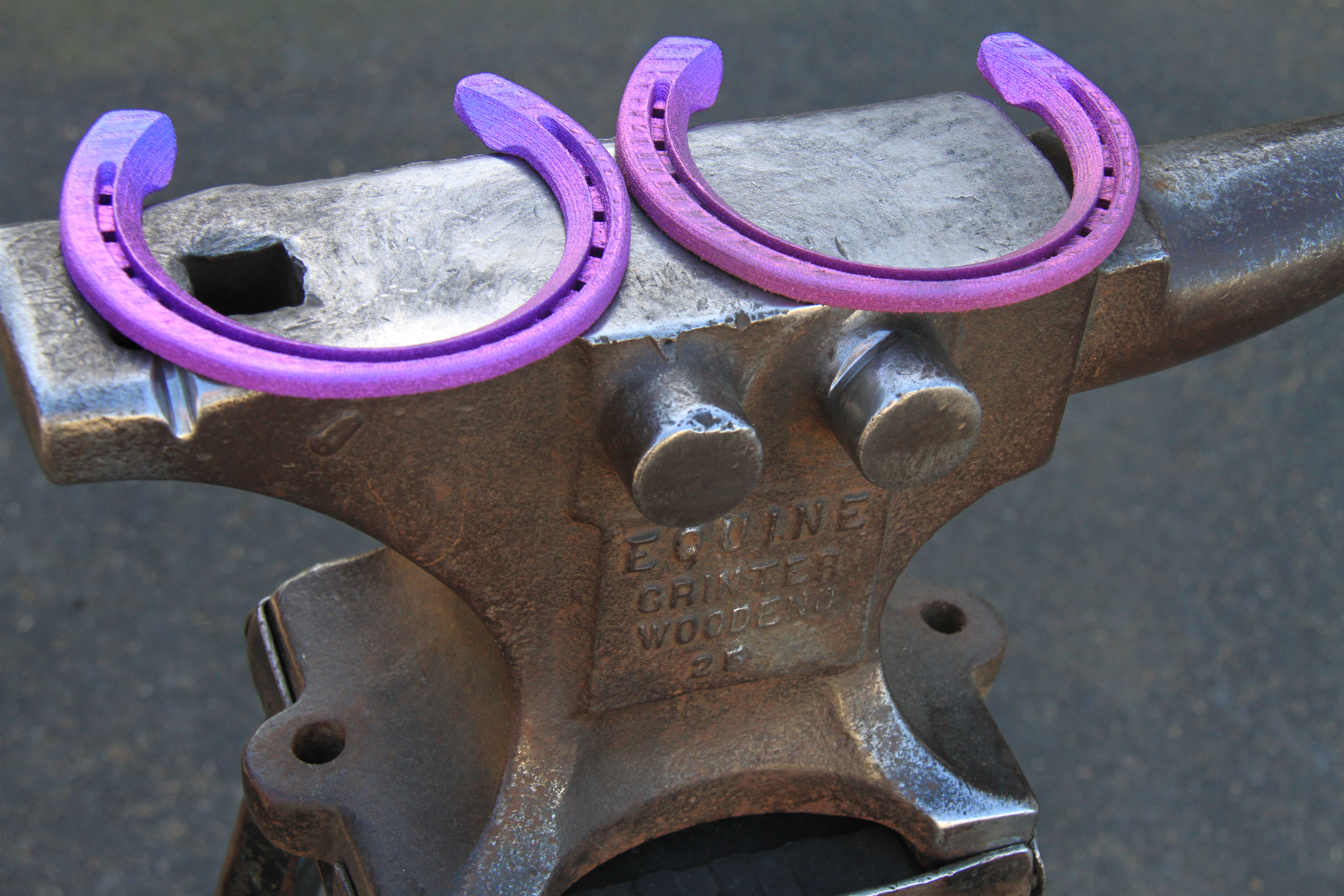
Titan-Hufeisen aus dem 3D-Drucker, leichte Spezialanfertigung für ein australisches Rennpferd

Das klassische Hufeisenmaterial ist Eisen (bzw. Stahl), daneben finden aber auch Werkstoffe oder Werkstofflegierungen aus Aluminium und Kupfer ihre Anwendung. Heute werden oft auch unterschiedliche Kunststoffe eingesetzt. Diese werden dann teilweise auch angeklebt.
- Stahl: Als heutzutage gebräuchlichstes Material für Hufeisen gilt der widerstandsfähige Stahl.
- Aluminium: Da Aluminium eine weit geringere Dichte aufweist als Stahl, wird es zur Gewichtsersparnis oft bei Rennpferden verwendet. Da Aluminium ein recht weiches Metall ist, nutzen sich die Leichtmetall-Hufeisen schneller ab als solche aus Stahl.
- Kunststoff: Kunststoff zeichnet sich neben der geringeren Dichte auch durch eine gewisse Elastizität aus. Dadurch sollen beim Auffußen des Pferdehufes der Stoß gedämpft und die Gelenke geschont werden.
- Aluminium mit Stahl: Um die vorzeitige Abnutzung des Hufeisens zu verhindern und somit dessen Lebensdauer zu erhöhen, werden oft „Aluminiumeisen“ mit sogenannten Stahlgriffen in der Zehenfalz verwendet.
- Kunststoff mit Stahl: Da der Kunststoff sich durch seine einerseits erwünschte Weichheit andererseits sehr schnell abnutzt, werden Teile des Hufeisens oder der gesamte Kern mit Stahl verstärkt.

## Lochung
Die Nagellöcher müssen auf einem Hufeisen so angebracht werden, dass mit dem Hufnagel die weiße Linie des Hufes getroffen wird. Nach dem Abstand der Löcher vom Außenrand des Hufeisens spricht man von regelmäßiger, flacher oder tiefer Lochung. Bei flacher Lochung besteht die Gefahr des Ausbrechens der Hufwand, die tiefe Lochung kann zur Vernagelung führen. Zudem werden die Löcher nur im vorderen Teil der Schenkel angebracht, um den Hufmechanismus nicht zu behindern.

## Ränderung
Der Winkel zwischen Hufeisentrage- und Hufeisenbodenfläche kann rechtwinklig (regelmäßige Ränderung) oder abgeschrägt sein. Bei der bodenweiten Ränderung ist die Sohlenfläche abgeschrägt, der Winkel der Hufeisenbodenfläche also spitz, bei der bodenengen Ränderung die Bodenkante abgeschrägt, der Winkel der Hufeisenbodenfläche also stumpf.

## Stollen

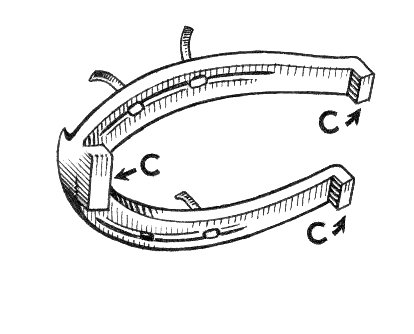
Griff und angeschmiedete Stollen

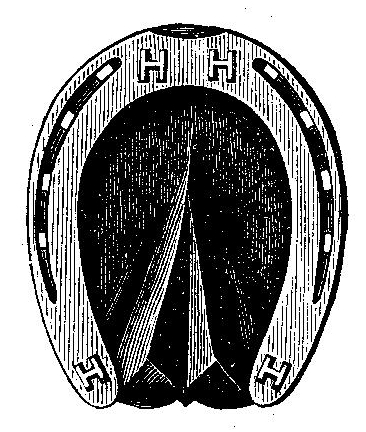
H-Stollen von Leonhardt & Co. (1902)

Stollen geben dem Pferd bei schlechten Bodenverhältnissen mehr Bodenhaftung. Sie werden im Spring- und Geländereitsport verwendet, um dem Pferd bei Sprüngen, aber auch im Parcours den nötigen Halt zu geben. Im Winter werden sie eingesetzt, damit das Pferd mit ihnen etwaige Eisschichten aufbrechen kann und nicht darauf ausrutscht.
Es gibt Anschweißstollen, Steckstollen, Schraubstollen und angeschmiedete Stollen, englisch Calkins. Pferde im schweren Zug auf hartem Boden nutzen die Zehen übermäßig ab, für sie kann an die Spitze des Eisens ein rechteckiges Metallstück, „Griff“ genannt, angebracht werden.
Im Winter können die angschmiedeten Stollen und der Griff für eine bessere Bodenhaftung auch angeschärft werden („Eisgriff“).
Zum Aufbringen von Schraubstollen müssen in das Hufeisen an den beiden Enden Löcher gebohrt und in diese Gewinde eingebracht werden. In diese Löcher werden die Stollen dann mit Hilfe eines Stollenschlüssels eingeschraubt. Steckstollen werden einfach in die Stollenlöcher eingeschlagen. Es sind Stollen in verschiedene Größen, Breiten und Formen erhältlich, die den jeweils vorhandenen Bodenverhältnissen entsprechend ausgewählt werden können. Es gibt beispielsweise Vierkantstollen, Langstollen, Kegelstollen, H-Stollen (für den Winterhufbeschlag der Pferde), Spitzstollen, Rasenstollen und Schlammstollen.
Der Nachteil von Stollen ist die Verletzungsgefahr, sowohl die Selbstverletzung (Kronentritt, Stollenbeulen) als auch für andere Pferde beim Ausschlagen des mit Stollen versehenen Pferdes. Stollen beeinträchtigen die Gleitphase des Hufes beim Auftreten. Der Huf wird beim Auftreten sofort gestoppt, das führt zu erhöhter Belastung von Sehnen und Gelenken.

## Zubehör

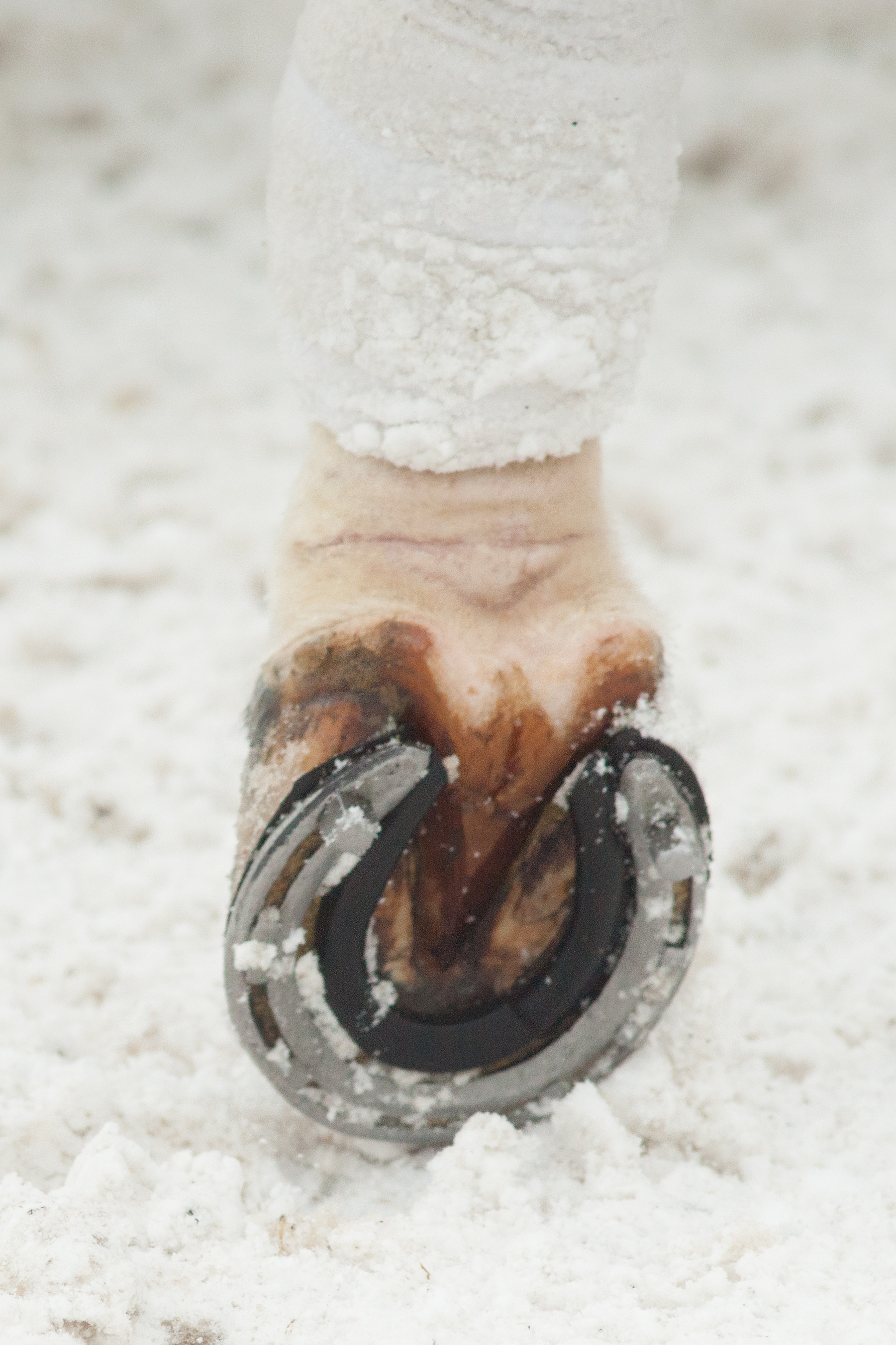
Schneegrip

- Widiastifte: Auch für diese kleinen Metallstifte müssen Löcher in das Hufeisen gebohrt werden. Bedingt durch ihre konische Form benötigen sie aber kein Gewinde, sondern werden einfach in das Eisen hinein geschlagen. Die Widiastifte werden meistens an den Schenkelenden angebracht, so dass jedes Eisen über zwei Widiastifte verfügt.

Da die Widiastifte nicht so weit aus dem Hufeisen herausragen und abgerundete Kanten haben, geben sie zwar erweiterten Halt bei schlechten Bodenverhältnissen oder auf Asphalt, stellen aber eine Verletzungsgefahr für andere Pferde auf der Koppel dar und beeinflussen die Stellung des Hufes zum Boden auch auf hartem Boden nicht wesentlich. Stifte reduzieren weiterhin die Abnutzung von Eisen und Nägeln auf Asphalt, Pflaster und Schotterwegen erheblich, belasten jedoch die Gelenke stärker, da sich der aufgefußte Huf schlechter drehen kann.
- Eisnägel: Hufnägel, bei denen im Kopf ein Widiastift integriert ist. Dadurch greifen die Nagelköpfe auf Eis und nutzen sich allgemein weniger ab, jedoch können durch Abnutzung des umgebenden Stahls scharfe und gefährliche Kanten/Spitzen entstehen.

- Sohlen und Einlagen: Leder, Plastik, Gummi, Filz oder Aluminium wird zwischen Huf und Hufeisen eingebracht, um beispielsweise eine Schonung der Hufsohle oder des Strahls zu garantieren oder Heilung zu unterstützen. Man kann zusätzlich eine Polsterung aus Silikon, Hebaform, Watte oder Hanf verwenden.

- Schneegrip (Hufgrip): Gummieinlagen, die beim Aufnageln des Hufeisens, zwischen Huf und Hufeisen gelegt werden. Sie verhindern, dass sich im Winter sogenannte Stollen in den Hufen bilden. Tritt das Pferd in feuchten Schnee, wird der Schnee unter dem Huf zu einem festen Eisklumpen, auch Schneestollen genannt, komprimiert, der oft am Hufeisen hängen bleibt. Mit jedem Schritt werden die Stollen dicker, bis sie irgendwann abfallen. Das führt dazu, dass das Pferd an den Hufen Stollen unterschiedlicher Dicke hat. Es kann nur noch hinken, wie eine Frau mit einem abgebrochenen Absatz, und auf den Eisklumpen leicht ausrutschen. Der hohle Gummiwulst des Hufgrips bewegt sich bei jedem Schritt, dadurch fallen die sich immer wieder bildenden Schneestollen aus dem Huf. Die Stollenbildung kann auch mit einer Ledersohle etwas vermindert werden.

## Spezialhufeisen
Es gibt auch Spezialhufeisen für spezielle Anforderungen an das Pferd oder den Huf:
- Armeehufeisen: Gegenüber dem normalen Hufeisen besitzt ein Armeehufeisen eine höhere Anzahl von Nagellöchern in einem Hufeisenschenkel. Dabei kommen nicht mehr Hufnägel zum Einsatz als bei einem normalen Beschlag; es geht hier nur darum, für ein eventuell unter Feldbedingungen schlecht gerichtetes Hufeisen genügend Möglichkeiten zu schaffen, in die weiße Linie zu nageln. Armeehufeisen können zusätzlich vier Gewindebohrlöcher zum Einschrauben von Vierkantmetallstollen besitzen.
- Hufeisen mit offener Zehe („Verkehrtes Eisen“): Ein herkömmliches, passendes Hufeisen wird verkehrt (offene Seite unter die Zehe) genagelt. Dies ermöglicht Pferden mit langer Zehe („spitzwinkeliger Huf“), diese vermehrt abzunützen bei gleichzeitiger Schonung der Trachten.
- Geschlossene Hufeisen (Rundeisen) werden oft verwendet, um zu verhindern, dass der Huf auf der Ballenseite zu sehr abgetreten wird. Sie werden auch zur Hufkorrektur oder Minderung von Erkrankungen wie z. B. Spat verwendet.
- Halbmondeisen: Dem Hufeisen fehlen die hinteren Schenkel (Ruten) und es wird somit nur unter der Zehe aufgenagelt. Pferden mit Bockhuf ermöglicht dies, die Trachten vermehrt abzunutzen und das Zehenhorn zu schonen.
- Dreiviertel-Hufeisen: Hufeisen mit einem verkürzten Schenkel, zur Schonung einer der Trachten
- Keileisen: Die Schenkel werden von der Zehenspitze an zum hinteren Ende höher. Diese Eisen werden oft zur Stellungskorrektur verwendet oder bei Erkrankungen wie z. B. Spat.
- Ovaleisen (Eiereisen, Ringeisen, Heart-Bar-Shoe): Bietet eine höhere Auflagefläche.
- Stegeisen: Das Hufeisen ist hinten geschlossen und dieser Steg erstreckt sich auch auf die Innenseite des Eisens unter den Strahl. Dieser Steg nimmt somit einen Teil der wirkenden Kräfte auf und die Trachten werden entlastet.
- Strahlbeineisen: Die Schenkelenden dieses Hufeisens sind verdickt, wodurch der Druck der Hufbeinbeugesehnen auf das Strahlbein verringert wird.
- Herzeisen: Als Unterstützung des Strahls gedachtes Eisen.
- Schnabelhufeisen: mit schnabelförmig verlängertem Vorderteil mit mehreren cm hohen Stollen, wird vor allem beim Stelzfuß eingesetzt
- Bügeleisen: Anstelle eines Steges wird ein Bügel angebracht.
- Pantoffeleisen: Die Schenkel dieses Hufeisens sind innen erhöht, sodass sich ein nach außen hin abfallender Winkel ergibt. Diese Hufeisenform wird bei Trachtenzwang verwendet, um ein weiteres Zusammenziehen zu verhindern und eher ein Ausdehnen zu unterstützen.
- Pilzeisen: Pilzförmiges Eisen, bei dem der „Stiel des Pilzes“ auf dem Strahl aufliegt und somit die Eckstreben entlastet.
- Wandgängereisen: Das Hufeisen ist an einer Seite stark verbreitert oder gar in der vertikalen halbiert. Diesen Beschlag wendet man bei Pferden an, die eine Seite des Hufes sehr stark belasten und somit stark vermehrt abnutzen. Die abgenutzte Seite soll durch das Spezialeisen mehr geschont werden.
- Breitschenkelhufeisen (nach Lungwitz):
- Breitschenkelhufeisen (nach Bauer):
- Slidingeisen: Die Schenkel dieser Hufeisenform sind nach hinten offen und verlängert und garantieren dem Pferd beim Sliding(gleiten) die Schonung der Trachten und bewirken eine Verlängerung des Gleitweges. Außerdem sind sie ohne Falz und sehr glatt verarbeitet, um das Gleiten zu fördern.
- NBS-Hufeisen (Natural Balance Shoes): Die Zehenrundung des Hufeisens ist ein wenig abgeflacht und verstärkt. Dadurch wird der Abrollpunkt zurückversetzt. Im Springsport wird dieser Beschlag gerne verwendet.

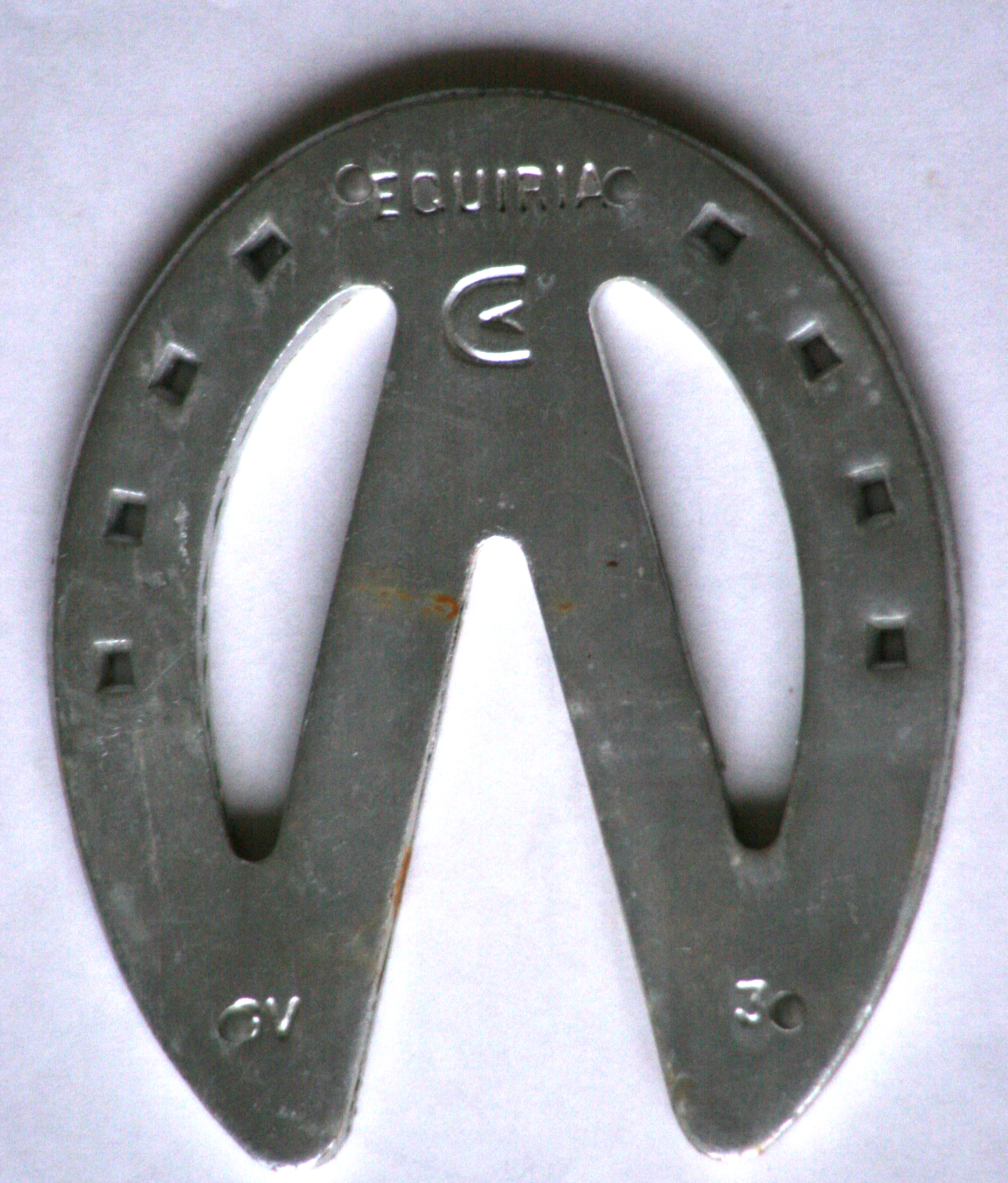
Herzeisen
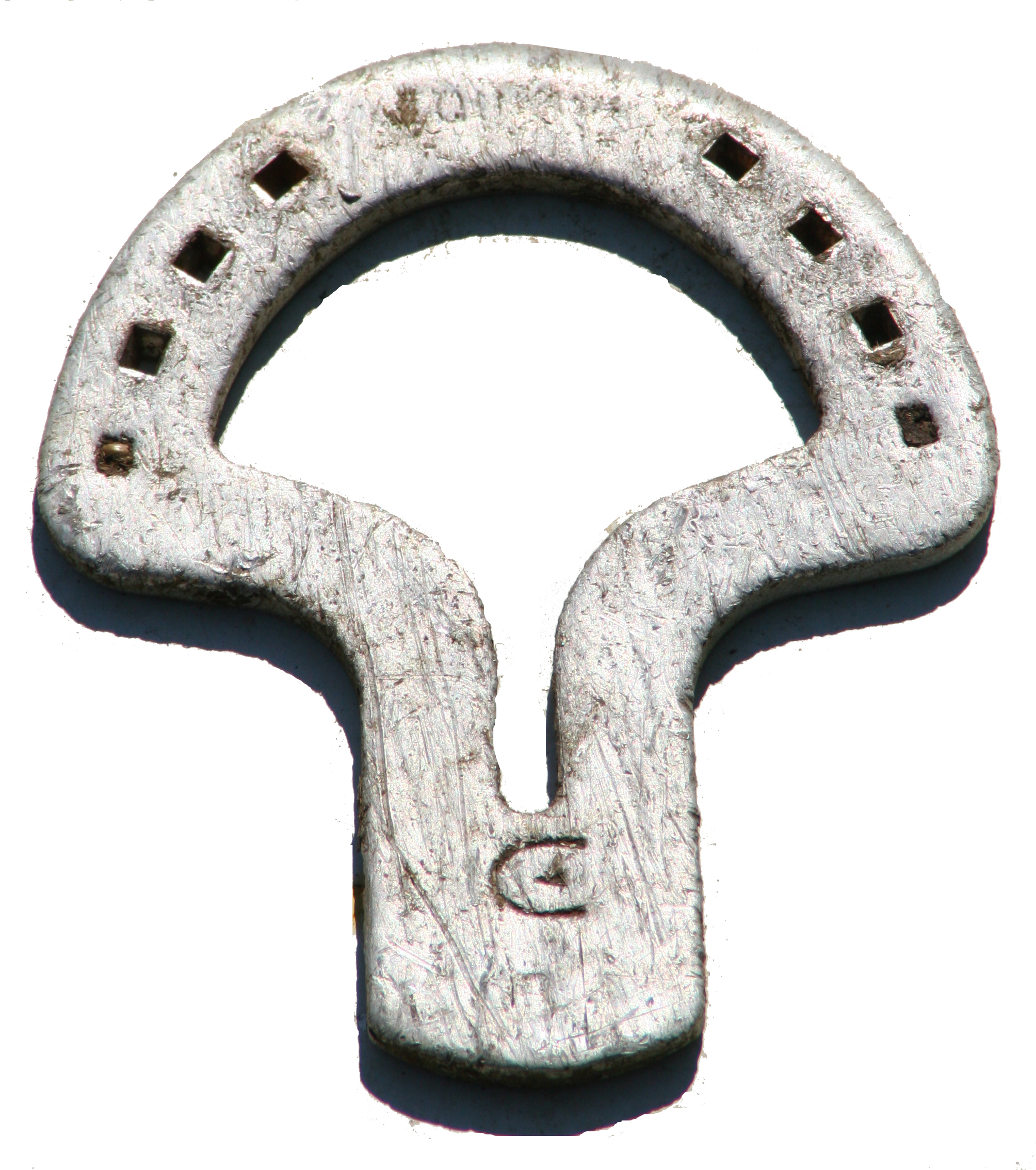
Pilzeisen
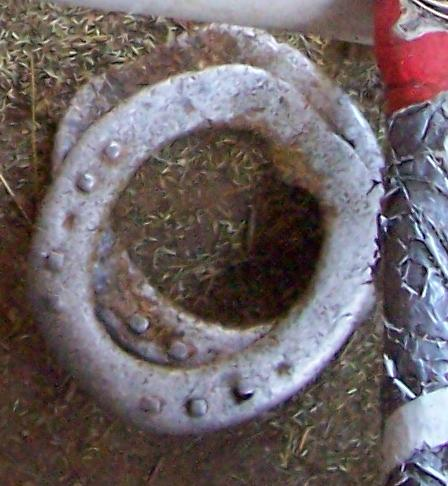
Hufeisen geschlossen
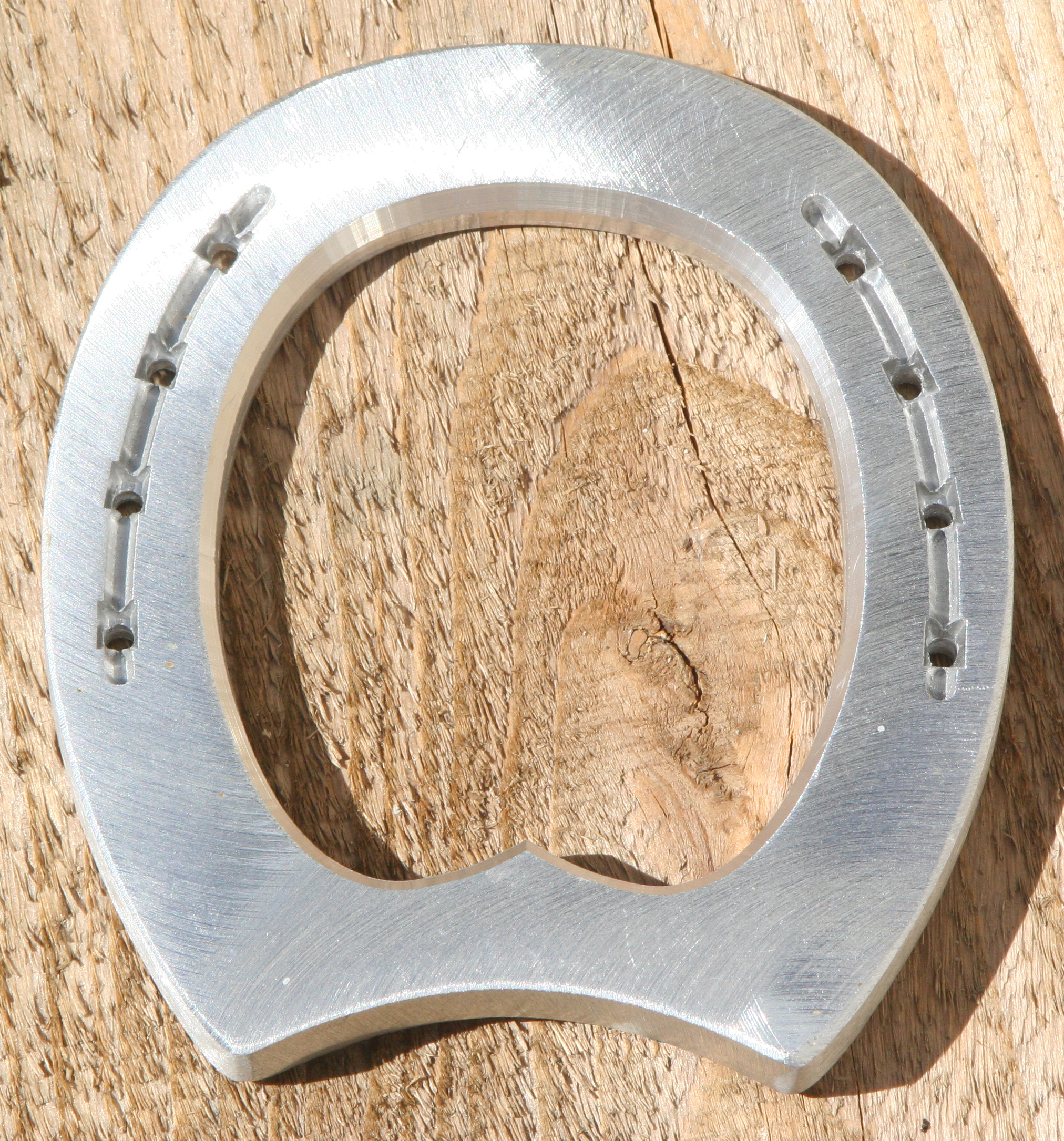
Aluminiumhufeisen geschlossen
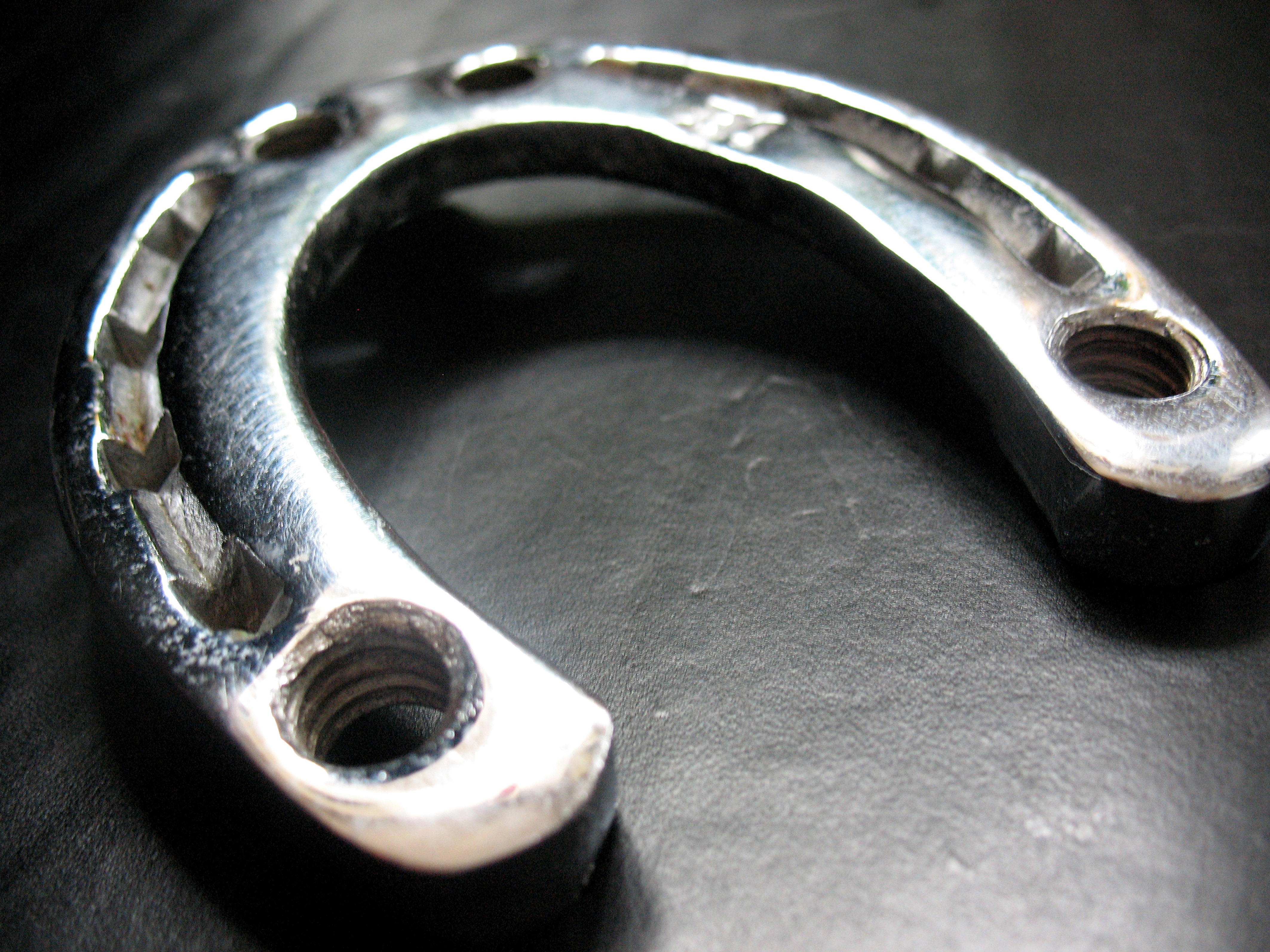
Armeehufeisen (Deutschland 1941) für Schraubstollen

## Klaueneisen
Als Arbeitstiere eingesetzte Rinder (Fahrkühe) und Ochsen (Zugochsen) bekommen normalerweise Klaueneisen, die in der Regel kalt aufgesetzt wurden, also präzise vorgearbeitet werden mussten.

## Weiteres

### Glückssymbol und Aberglaube
Dem Material Eisen im Allgemeinen und im Besonderen der Form des Hufeisens werden im Volksglauben Zauberkräfte nachgesagt. Es mache unverwundbar, schütze gegen böse Geister und könne Naturkatastrophen abwehren. Diese Ansicht kann durch den früher hohen Preis von Eisen befördert worden sein. Hufeisen wurden und werden über Türen, Eingängen, Kaminen, an Schiffsmasten usw. angebracht. Während des Höhepunkts des Hexenwahns in der Frühen Neuzeit glaubte man, dass Hexen deshalb auf einem Besen durch die Lüfte schwebten, weil sie sich vor Pferden fürchteten. Jede Erinnerung an ein Pferd würde daher Hexen ebenso wirksam abhalten wie Knoblauch einen Vampir. Zur Verhinderung der Auferstehung brachte man daher auf dem Sargdeckel hingerichteter Hexen ein Hufeisen an. Auch im islamischen Volksglauben wurde mancherorts dem Hufeisen eine unheilabwendende oder glückbringende Kraft zugeschrieben. Im Maghreb sollte beispielsweise ein über der Haustür aufgehängtes Hufeisen vor dem bösen Blick schützen.
Keine Einigkeit besteht darin, wie ein Hufeisen aufgehängt werden sollte. Mit der Öffnung nach oben könnte es die Hörner des Teufels darstellen. Es kann auch für einen Brunnen oder eine Pforte stehen, durch welche das Glück eintreten kann. Darum dürfe man es nicht mit der Öffnung nach unten aufhängen (sonst fällt das Glück heraus). Nach einer anderen Deutung sei genau dies nötig. Das Hufeisen müsse mit der Öffnung nach unten aufgehängt werden, damit das Glück zu einem herausfließen könne. Außerdem wurde so das Hufeisen „schützend über das Haus“ aufgehängt, weil man glaubte, weder der Teufel noch böse Geister könnten unter einem Bogen von Eisen durchgehen. Auf dieselbe Weise sollten auch Blitzeinschlag abgehalten werden, denn in ländlichen Gegenden galt es auch als Glück, wenn man ein Gewitter unbeschadet überstanden hatte. So findet man über manchen Türen zwei Eisen, eines mit der Öffnung nach unten, eines mit der Öffnung nach oben. Eine dritte Möglichkeit ist, es mit der Öffnung nach rechts aufzuhängen. In diesem Fall symbolisiert es ein „C“ für Christus.
Ein gefundenes Hufeisen galt neuzeitlich als Glücksbringer, besonders wenn es noch mindestens drei Nägel hatte. Voraussetzungen waren allerdings, dass man es gefunden und nicht gesucht hatte und es mit der Öffnung nach oben aufhängte.

### Hufeisenspiel

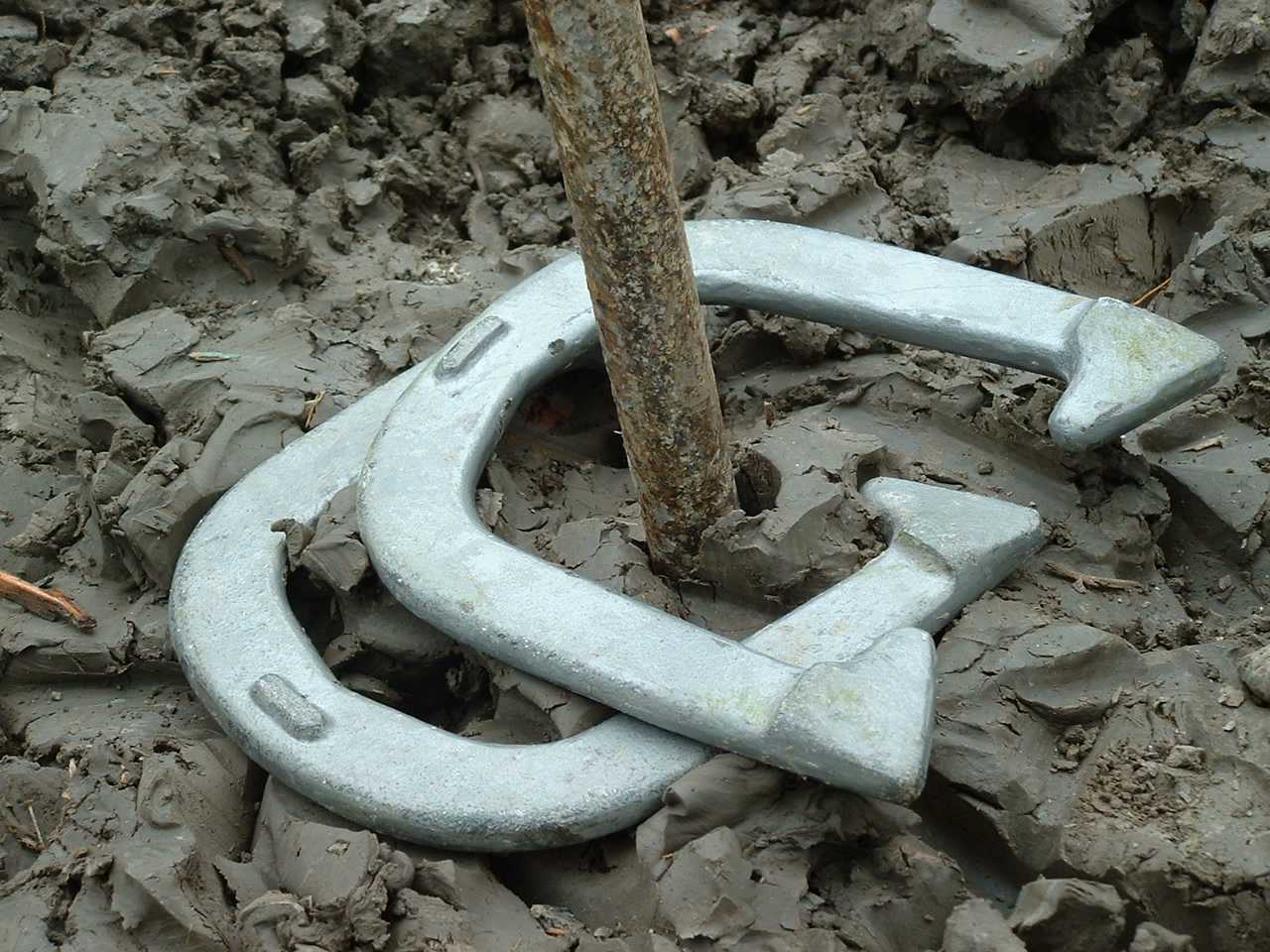
Geworfene Hufeisen

Dieses Wurfspiel wird meist draußen gespielt. Dabei gilt es, das Hufeisen so zu werfen, dass es einen freistehenden Stab umschlingt oder ihm näher liegt als der gegnerische Wurf. Spielregel: das Umschlingen des Stabs zählt 3 Punkte, das dem Stab am nächsten liegende Eisen 2 Punkte, das zweitnächste 1 Punkt.